# Bieler Bros. Records
Bieler Bros. Records — независимый лейбл звукозаписи, расположенный во Флориде, США.

## История
Bieler Bros. Records был основан в январе 2002 года двумя братьями — Эроном и Джэйсоном (экс-участник Saigon Kick) Билерами. Первоначально лейбл был дочерним проектом MCA Records. На данный момент Bieler Bros. полностью независим.

## Дистрибьюторство
Дистрибьюторская деятельность в США представлена Alternative Distribution Alliance (филиал Warner Music Group). 

Свой филиал Bieler Bros. имеет в Великобритании и участвует в дистрибьюторской работе в Канаде, Германии, Австрии и Швейцарии.

## Список групп, представленных лейблом

### Исполнители, имеющие контракт на запись в данный момент
- Ankla
- Another Black Day
- esOterica
- Fiction Plane
- Karnivool
- Raintime
- Stereoside
- Will Haven
- Deathstars

### Предыдущие исполнители
- Bomb Factory
- Burn Season
- Egypt Central
- Nonpoint
- SikTh
- Slaves on Dope
- Smile Empty Soul
- Sunset Black